# Aartsbisdom Westminster

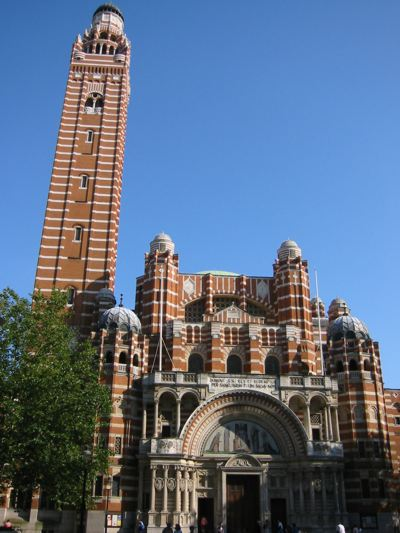
Kathedraal van Westminster

Het aartsbisdom Westminster (Latijn: Archidioecesis Vestmonasteriensis; Engels: Archdiocese of Westminster) is een aartsbisdom van de Katholieke Kerk in Engeland, waarvan de aartsbisschoppelijke zetel staat in Londen. Het aartsbisdom is tevens een kerkprovincie en de metropolitane zetel van Engeland en Wales. Het aartsbisdom omvat het gebied van Groot-Londen alsmede de plaatsen Staines en Sunbury-on-Thames zowel als het graafschap Hertfordshire.

## Geschiedenis
In 1540 ontstond het bisdom Westminster. Dit bisdom hield evenwel na korte tijd weer op te bestaan. Pas in 1622 werd het apostolisch vicariaat Engeland ingericht. In 1688 ontstond het apostolisch vicariaat voor het district Londen. In 1850 werd dit vicariaat - met de bul Universalis Ecclesiae - door paus Pius IX verheven tot aartsbisdom en kerkprovincie. Het aartsbisdom kent sindsdien de suffragane bisdommen Brentwood, East Anglia, Northampton en Nottingham.

## Huidige situatie
De huidige aartsbisschop is Vincent Nichols. Hij wordt bijgestaan door vier hulpbisschoppen. Er zijn 216 parochies en ongeveer 481.600 katholieken (dat is 10% van de gehele bevolking van het gebied). In het bisdom werken 391 priesters. De kathedrale kerk van het aartsbisdom is de Kathedraal van Westminster.

## Bisschoppen en aartsbisschoppen van Westminster
- 1540-1550 Thomas Thirlby

- 1623–1624 William Bishop (eerste apostolisch vicaris)
- 1624–1632 Richard Smith
- 1685–1702 John Leyburn
- 1703–1734 Bonaventure Giffard
- 1734–1758 Benjamin Petre OSB
- 1758–1781 Richard Challoner
- 1781–1790 James Robert Talbot
- 1790–1812 John Douglass
- 1812–1827 William Poynter
- 1827–1836 James Yorke Bramston
- 1836–1847 Thomas Griffiths
- 1848–1849 Thomas Walsh (laatste vicaris)
- 1849–1865 Nicholas Wiseman (eerste bisschop en aartsbisschop vanaf 1850)
- 1865–1892 Henry Edward Manning
- 1892–1903 Herbert Vaughan (ook bisschop van Salford)
- 1903–1934 Francis Alphonsus Bourne (ook bisschop van Southwark)
- 1935–1943 Arthur Hinsley
- 1943–1956 Bernard William Griffin
- 1956–1963 William Godfrey (ook aartsbisschop van Liverpool)
- 1963–1975 John Carmel Heenan (ook bisschop van Leeds en aartsbisschop van Liverpool)
- 1976–1999 Basil Hume OSB
- 2000–2009 Cormac Murphy-O'Connor
- sinds 2009 Vincent Nichols

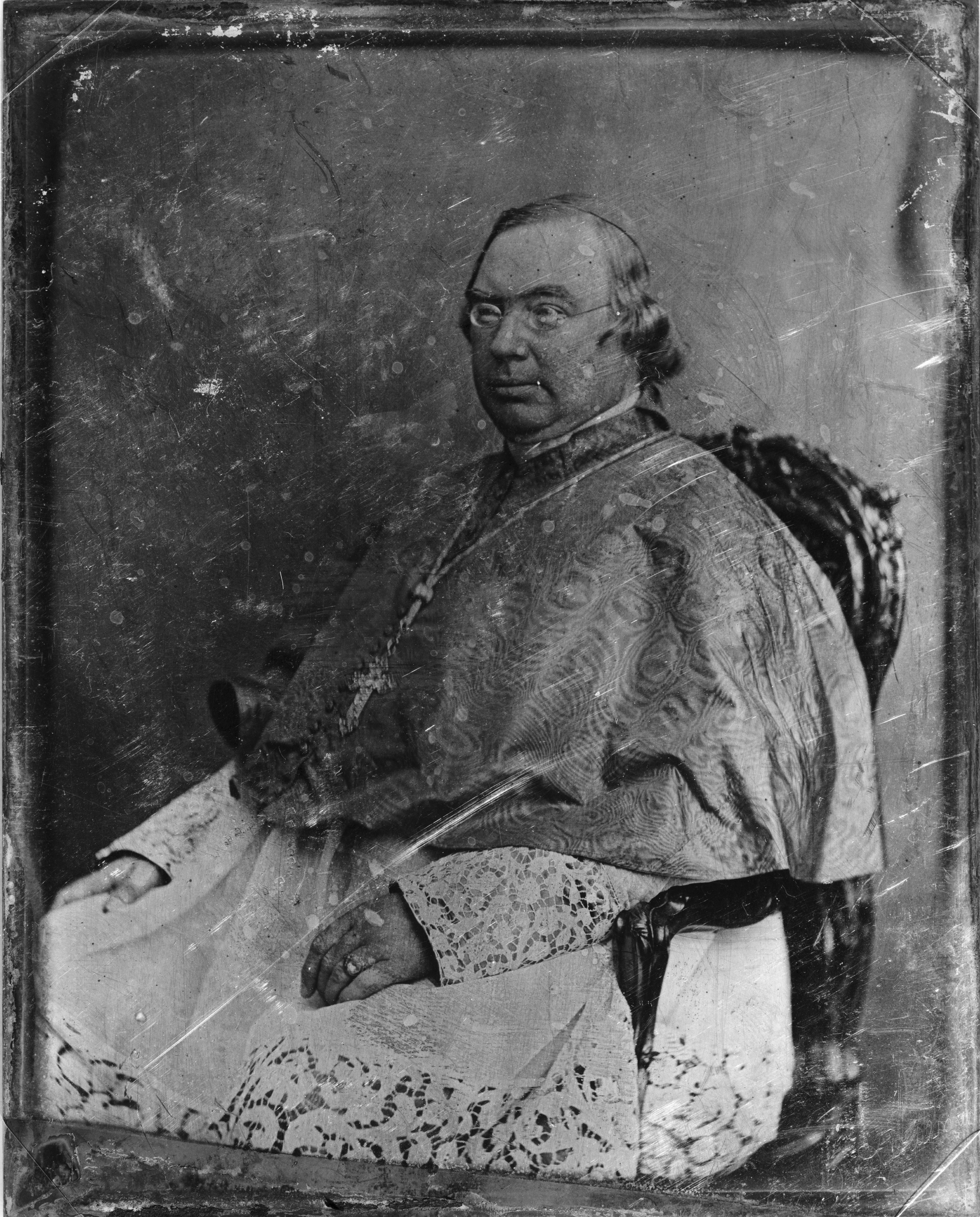
Nicholas kardinaal Wiseman, eerste aartsbisschop van Westminster, na het herstel van de bisschoppelijke hiërarchie
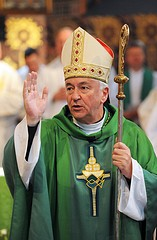
Vincent kardinaal Nichols, de huidige aartsbisschop